# Tetcott
Tetcott – wieś i civil parish w Anglii, w Devon, w dystrykcie Torridge. W 2011 civil parish liczyła 165 mieszkańców. Tetcott jest wspomniana w Domesday Book (1086) jako Tetecote/Tetecota.